# Melaleuca alternifolia
Melaleuca alternifolia ((Maiden & Betche) Cheel, 1924), comunemente noto come albero del tè e commercialmente come tea tree, è un albero appartenente alla famiglia delle Mirtacee, originario degli stati federati di Queensland e Nuovo Galles del Sud, in Australia. 
Cresce presso i ruscelli e le paludi, ed è spesso la specie dominante nel suo habitat. Nonostante il nome, non deve essere confuso con la Camellia sinensis dalla quale si ricava la bevanda che comunemente viene chiamata tè.

## Descrizione
Le foglie sono lineari, lunghe dai 10 ai 35 mm e spesse 1 mm.

I fiori, bianchi, sono in grappoli lunghi dai 3 ai 5 cm.

I frutti, legnosi e a forma di coppa, hanno diametro 2-3 mm.
Caratterizzata da un alto contenuto di terpinene-4-olo (superiore al 30%) e da un basso contenuto di cineolo (inferiore al 15%), conosciuta già dalle popolazioni aborigene che ne utilizzavano la corteccia, resistente all'acqua, per la fabbricazione di piccole canoe o di utensili. Le sue foglie pungenti venivano messe a macerare in acqua per preparare un rimedio contro la tosse, mal di testa, ferite e lesioni della pelle.

## L'olio essenziale

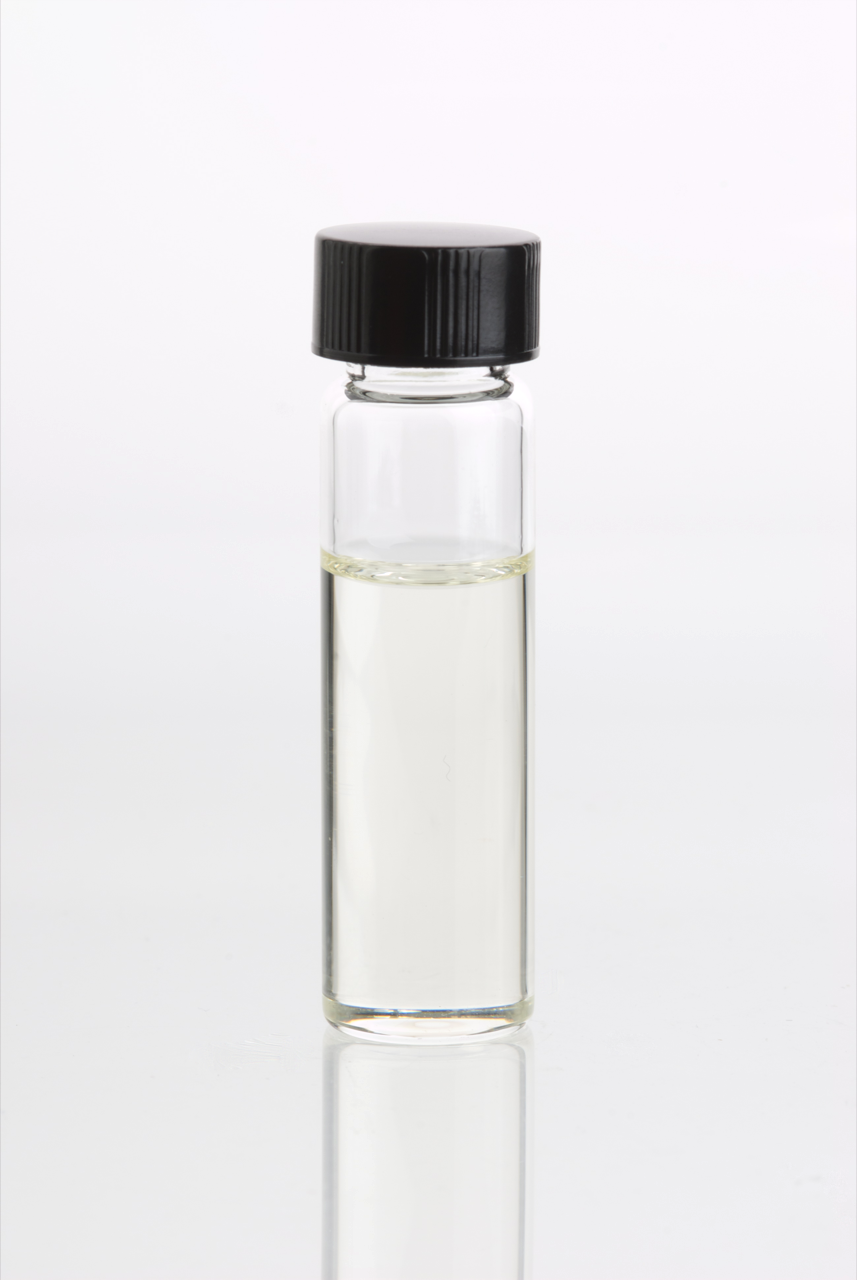
Olio essenziale di M. alternifolia

Gli oli essenziali da essa prodotti sono la fonte principale per la produzione commerciale dell'olio di melaleuca, fungicida e antibatterico locale, meglio conosciuto con il nome di "Tea Tree Oil" o "albero del tè". Il nome gli venne attribuito dal capitano James Cook, il quale riconobbe la possibilità di ricavarne una bevanda simile a un tè speziato. Tale essenza è prodotta per distillazione dalle foglie dell'albero della Melaleuca alternifolia.

## Usi
Questo olio di origine naturale ha numerose proprietà ed è molto utile per evitare le infestazioni da pidocchi e da pulci (impregnando un pettine con poche gocce di esso e pettinandosi).
I principi attivi che lo rendono così particolare sono soprattutto il terpinen-4-olo e il 1,8-cineolo. Per far sì che la pelle e le mucose non ne risultino irritate, queste due sostanze devono essere presenti rispettivamente in una concentrazione del 40% e del 5%.
Possiede proprietà detergenti e deodoranti e viene utilizzato per i dentifrici, shampoo, collutori e saponi medicinali.
L'olio non deve essere ingerito – sono stati riportati casi di avvelenamento – né usato su ferite aperte; anche l'uso normale sulla pelle integra può dare casi di leggera irritazione e dermatiti.
Possiede proprietà antibatteriche, antifungine (trattamento delle onicomitosi dei piedi), antinfiammatorie (infiammazioni cutanee, punture di insetto, anche per alleviare il prurito). Può essere un rimedio naturale anche per l'herpes labiale, soprattutto nelle fasi iniziali, grazie alle proprietà antivirali. Uso esterno.